# Lingewaard
Lingewaard (anhörenⓘ) ist eine Gemeinde der niederländischen Provinz Gelderland. Sie hatte am 1. Januar 2025 nach Angaben des CBS 47.655 Einwohner und eine Gesamtfläche von 69,14 km².

## Orte
In der Gemeinde liegen die folgenden Orte (zwischen Klammern die etwaige Einwohnerzahl (2024)):
- die Stadt Huissen (19.770); sowie die Dörfer:
- Bemmel (12.260), hier befindet sich der Hauptsitz der Gemeindeverwaltung
- Gendt (7.380)
- Angeren (2.915)
- Doornenburg (2.775)
- Haalderen (2.070)
- Ressen (130)
- und der Weiler Loo (5)

## Lage und Wirtschaft
Die Gemeinde liegt in der Landschaft Betuwe, unmittelbar südöstlich von Arnhem; Huissen kann schon als ein Vorort der Provinzhauptstadt gelten. Bemmel liegt 5 km mehr südwestlich. Westlich der Gemeinde liegt Overbetuwe.
Lingewaard wird im Westen begrenzt durch die Autobahn A325 Arnhem–Nijmegen, die bei Ressen die A15 (Arnhem – Tiel – Dordrecht – Rotterdam) kreuzt. Westlich von Doornenburg teilt sich der Rhein in seine beiden Arme Pannerdensch Kanaal (nördlich) und Waal (südlich). Bei Angeren geht der Pannerdensch Kanaal in den Nederrijn über.
Einen Bahnhof hat Lingewaard nicht, es wird jedoch seit 2007 von der Betuweroute, einer neuen Gütereisenbahnstrecke, durchquert.
In der Gemeinde gibt es eine Backsteinfabrik, einige Transportunternehmen, und viel Kleingewerbe, der Gartenbau und die Landwirtschaft sind aber wichtiger.
In Bemmel steht das Gestüt Buitenzorg, wo viele berühmte Trabrennpferde gezüchtet wurden.
Viele Einwohner sind Pendler (Niederländisch: forensen), die ihren Arbeitsplatz in Arnhem oder Nijmegen haben.

## Geschichte
Die Kleinstadt Huissen wurde schon 814 als Hosenheim in einer Schenkungsurkunde des Klosters Lorsch erwähnt. Es wurde von mehr Bedeutung, als eine Zollburg am Rheinufer gebaut wurde. Der Ort erhielt spätestens 1319 das Stadtrecht. Er gehörte zum Herzogtum Kleve und ab 1701 zu Preußen. Im Jahr 1502 versuchten die Herzöge von Geldern die Stadt zu erobern, aber trotz langer Belagerung hielt Huissen stand. Diesem Sieg wird noch heute jährlich in einem Stadtfest gedacht. Nach dem Wiener Kongress wurde es den Niederlanden zugewiesen. Huissen wurde im Zweiten Weltkrieg schwer getroffen: 1943 durch ein Bombardement, 1944 durch die Schlacht um Arnhem. Die ganze Stadt wurde nach der Befreiung 1945 wieder neu aufgebaut. Nur ein aus dem Jahre 1647 stammendes Haus, wo sich jetzt das Museum der Stadt befindet, blieb teilweise erhalten.
Huissen ist immer seiner katholischen Religion und seinen alten Traditionen treu geblieben. So gibt es noch die traditionsreichen Schützengilden, und auch der Karneval wird anders gefeiert als in den ursprünglich protestantischen Nachbardörfern.
Doornenburg entstand rund um das Schloss gleichen Namens. Es entstand im Frühmittelalter und wurde im 14. und 15. Jahrhundert neu erbaut. Viele einflussreiche Geschlechter, darunter die Grafen von Bylandt, haben dort zeitweilig gelebt. Das inzwischen baufällige Schloss wurde 1936 von einem reichen Textilfabrikanten, Van Heek aus Enschede, erworben, der es restaurieren ließ. Nur einige Jahre später (1945) wurde es von der britischen Luftwaffe, die einen Stützpunkt der deutschen Wehrmacht vermutete, zerbombt. Gleich als die erneute Restaurierung 1968 fertig war, wurde Doornenburg als Drehort für eine berühmte Fernsehserie („Floris“) benutzt. Diese sehr aufwendigen Jugendfilme, mit Rutger Hauer in der Titelrolle, erreichten damals riesige Zuschauerquoten. 2003 wurde dort ein Kinofilm über dasselbe Thema gedreht.
Über die Geschichte der übrigen Orte in der Gemeinde ist wenig bekannt; in Bemmel wurden römische Siedlungsspuren ausgegraben; dort steht auch das Schloss Kinkelenburg, das nach der Verwüstung im Zweiten Weltkrieg im Bauzustand des Jahres 1800 wieder aufgebaut wurde; es diente der ehemaligen Gemeinde Bemmel als Rathaus, und ist immer noch Gemeindebüro.

## Politik

### Sitzverteilung im Gemeinderat
Der Gemeinderat wird seit der Gemeindegründung folgendermaßen gebildet:
| Lokaal Belang Lingewaard      | 8  | 5  | 4  | 5  | 4  | 5  |
| VVD                           | 3  | 3  | 3  | 3  | 6  | 5  |
| GroenLinks                    | –  | 1  | 2  | 1  | 3  | 4  |
| lingewaard.NU a               | –  | –  | 3  | 4  | 3  | 3  |
| B06 b                         | –  | –  | 8  | 4  | 3  | 3  |
| CDA                           | 8  | 6  | 4  | 4  | 3  | 3  |
| SP                            | –  | –  | –  | 4  | 4  | 2  |
| D66                           | 1  | 0  | 3  | 3  | 2  | 2  |
| PvdA                          | 3  | 6  | 2  | 1  | 1  | 2  |
| Lijst Frans Schut             | –  | –  | –  | –  | –  | 0  |
| Gin gezeur we gaon d’r veur   | –  | –  | –  | –  | –  | 0  |
| Basis ’06 b                   | –  | 3  | –  | –  | –  | –  |
| Huissen ’90 a                 | 2  | 2  | –  | –  | –  | –  |
| Lokaal 2000 b                 | 2  | 1  | –  | –  | –  | –  |
| Sociaal Verantwoorde Politiek | –  | 0  | –  | –  | –  | –  |
| Partij Gendt                  | –  | 0  | –  | –  | –  | –  |
| Gesamt                        | 27 | 27 | 29 | 29 | 29 | 29 |

Anmerkungen

### Bürgermeister
Seit dem 24. September 2020 ist Nelly Kalfs (parteilos) amtierende Bürgermeisterin der Gemeinde. Zu ihrem Kollegium zählen die Beigeordneten Helga Witjes (VVD), Johan Sluiter (Lokaal Belang Lingewaard), Aart Slob (CDA), Theo Janssen (lingewaard.NU) sowie der Gemeindesekretär Jan Wijnia.

## Sehenswürdigkeiten
- Das Schloss Doornenburg kann etwa von April bis Oktober mit Führung nachmittags besichtigt werden
- Bemmel und Ressen haben mittelalterliche Dorfkirchen
- Das Stadtmuseum in Huissen zeigt historische und archäologische Funde und informiert über die alten Traditionen der Stadt.

## Bilder

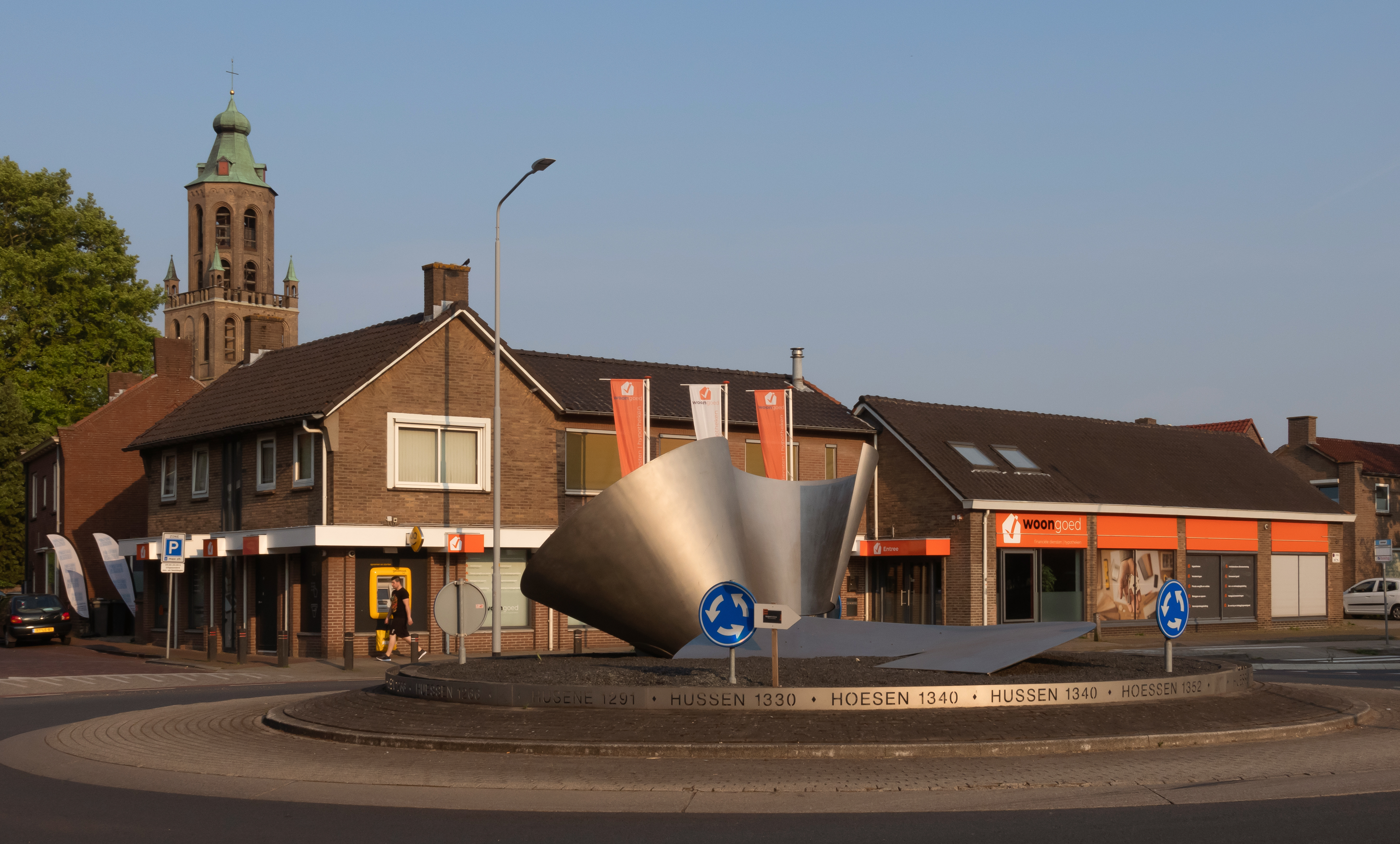
Huissen, Skulptur der Geschichte von Huissen
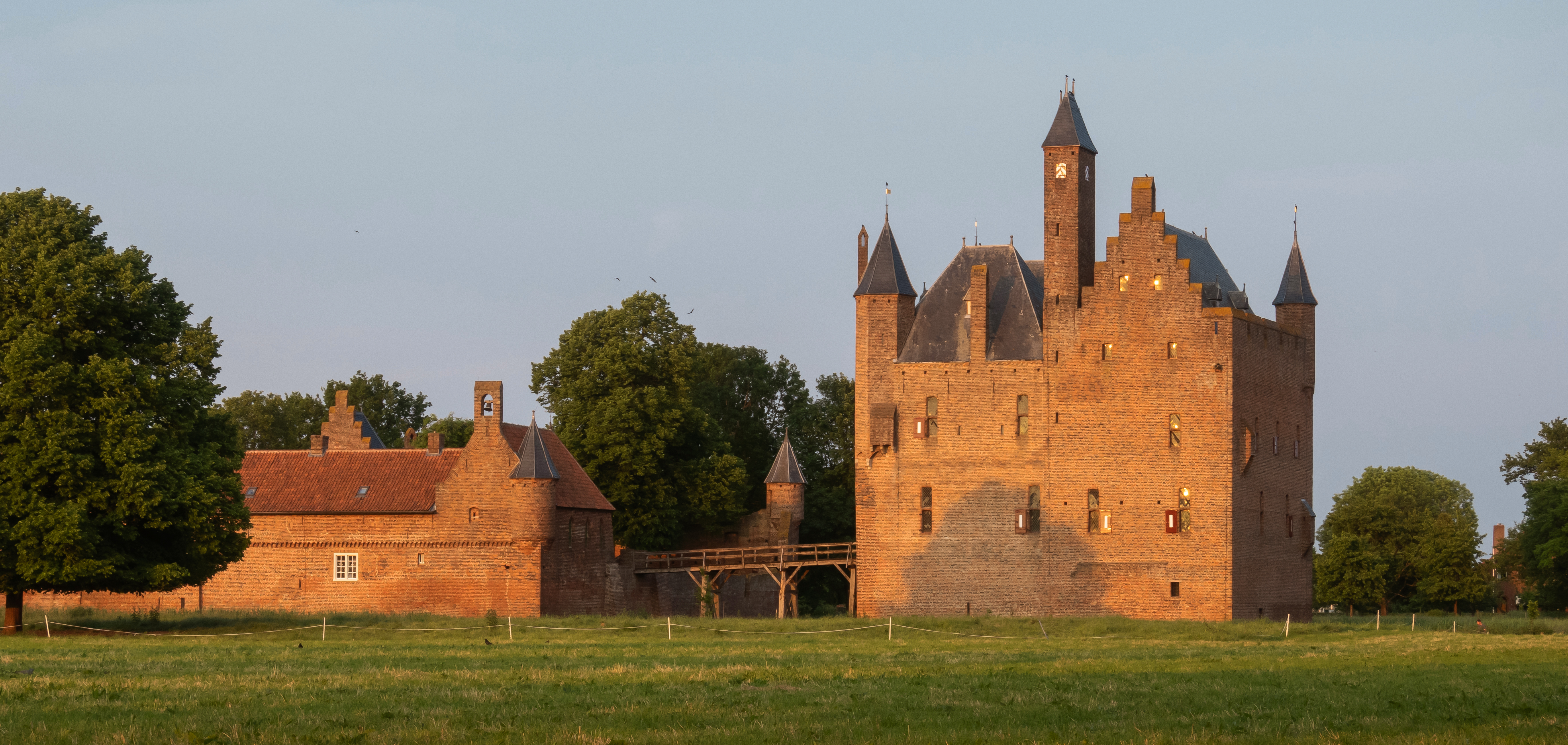
Doornenburg, Schloss: kasteel Doornenburg
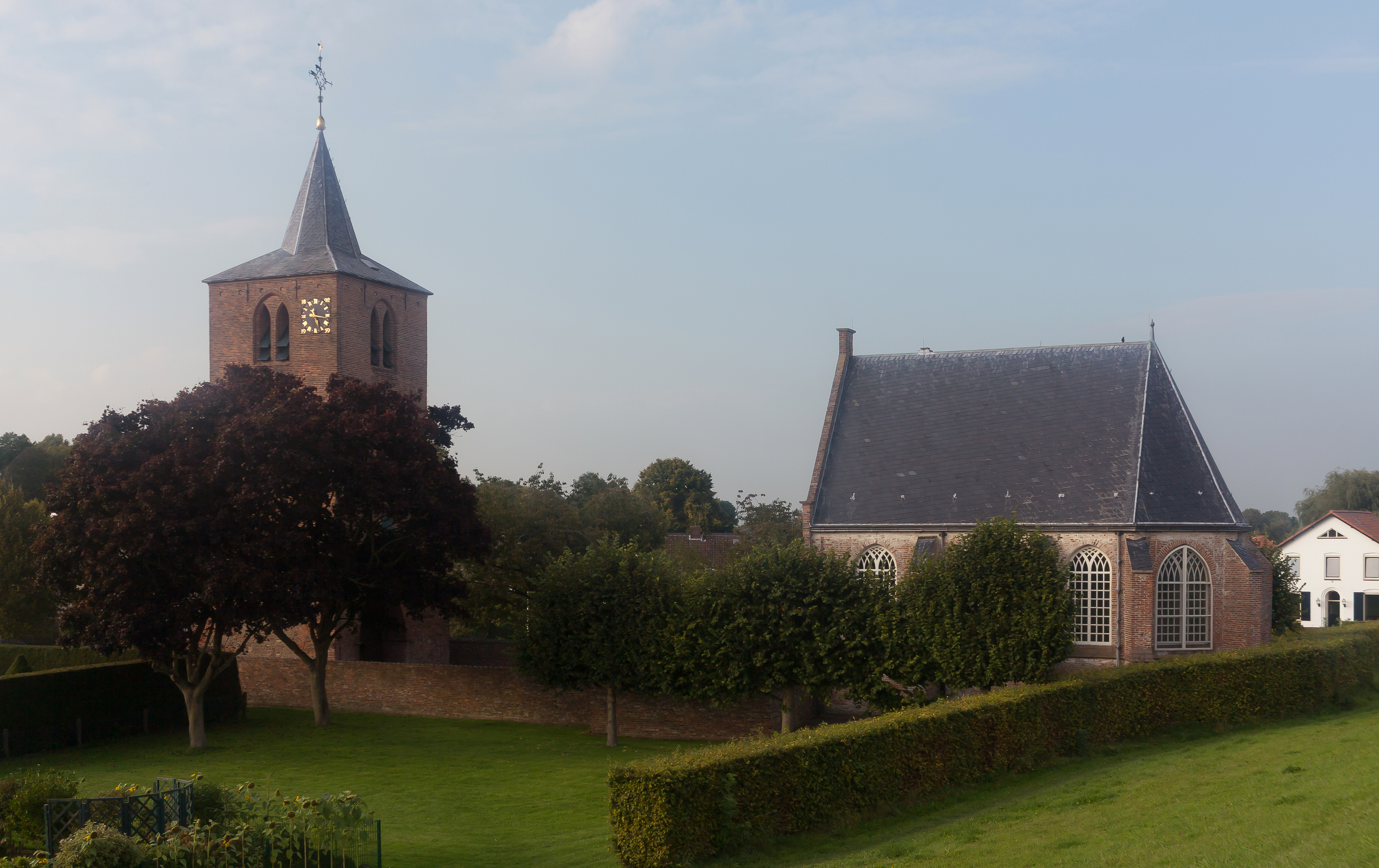
Gendt, reformierte Kirche
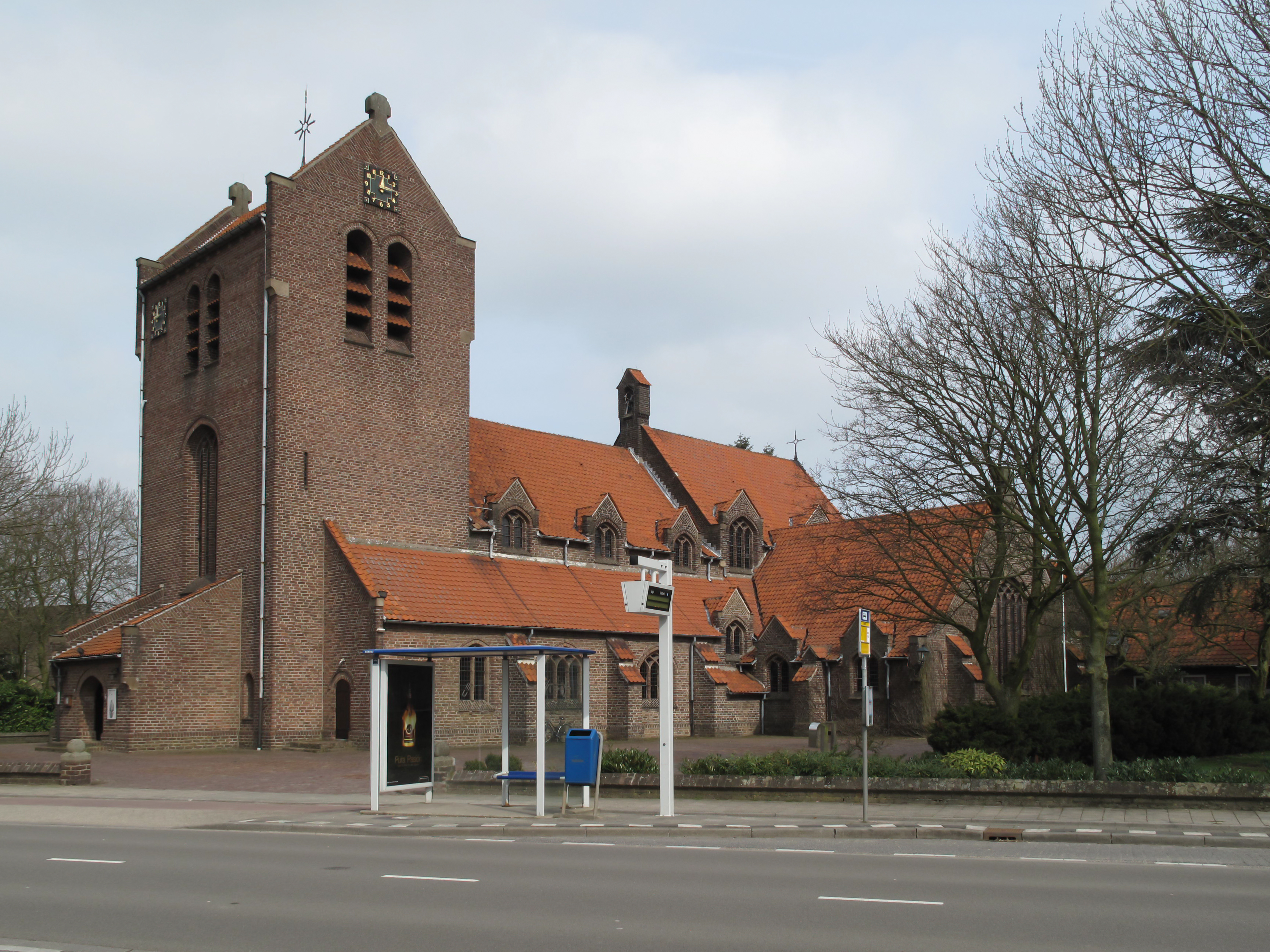
Haalderen, Kirche: Onze Lieve Vrouwe van Zeven Smarten
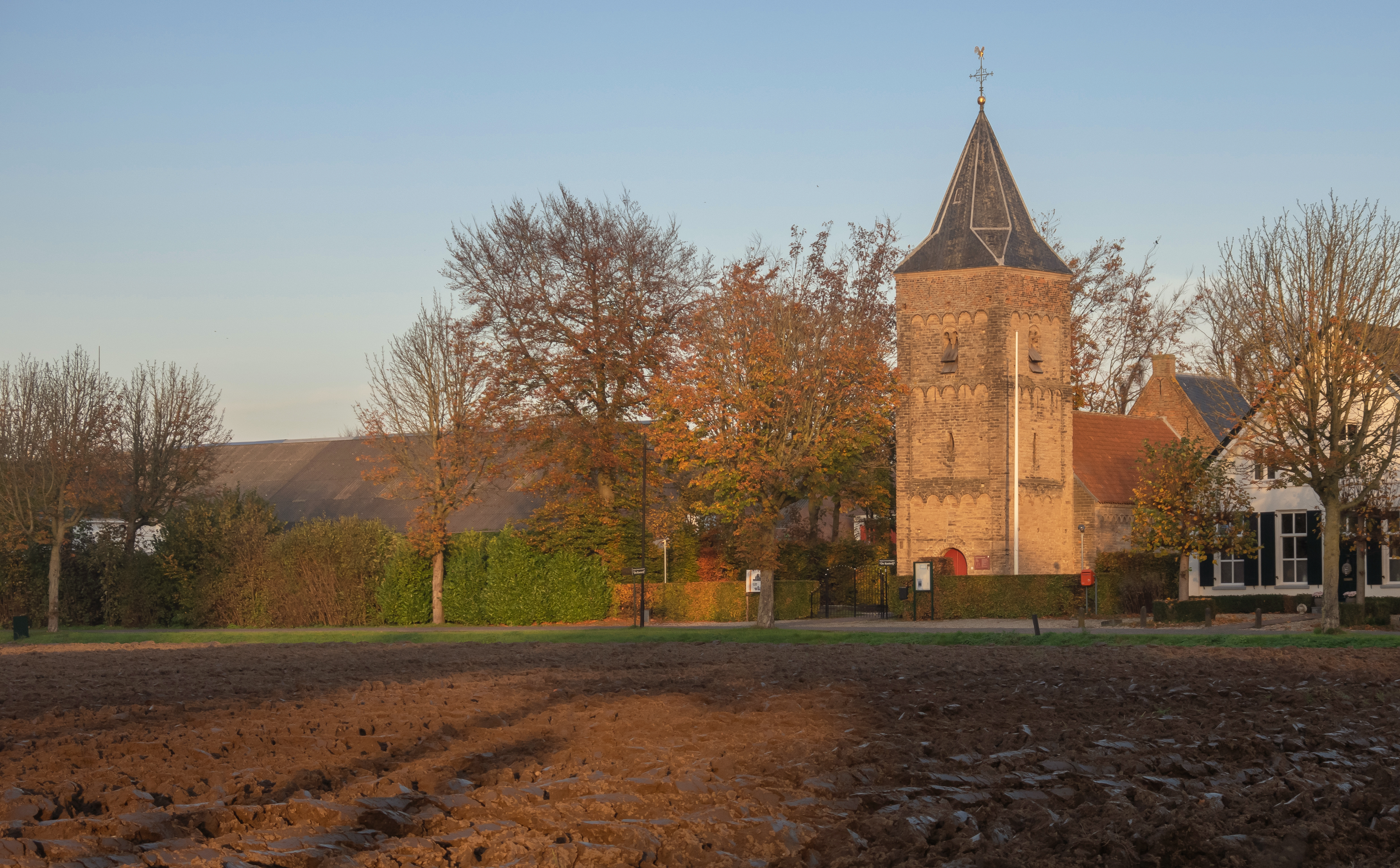
Ressen, reformierte Kirche